# Jinsei Game 64
Jinsei Game 64 (人生ゲーム64) és un videojoc per la Nintendo 64 basat en el Joc de la vida. Va ser llançat només al Japó el 1999.